# Prince Igor
Prince Igor ist ein Lied des deutschen Musikprojekts The Rapsody aus dem Jahr 1997, in Zusammenarbeit mit dem US-amerikanischen Rapper Warren G und der norwegischen Sopranistin Sissel Kyrkjebø.

## Entstehung und Veröffentlichung
Im Jahr 1997 kam dem deutschen Produzententeam Voelker Brothers (bestehend aus den Brüdern Achim, Dieter und Klaus Völker) die Idee für ein Musikprojekt, das Hip-Hop mit klassischen Melodien verbinden solle. Entsprechend wurde auf dem einzigen Album Overture des letztendlich The Rapsody (ein Kofferwort aus ‚Rap‘ und ‚Rhapsody‘) betitelten Projekts der Zusatz „Hip Hop meets Classics“ vermerkt. An diesem Projekt beteiligten sich bekannte US-Rapper wie Warren G, LL Cool J, Onyx, Redman, Run-D.M.C. und Xzibit.
Als Vorab-Single des Albums erschien das Lied Prince Igor am 13. Oktober 1997 bei Def Jam Recordings und Mercury Records (Katalognummer: 574 965-2). Geschrieben wurde das Lied von Klaus Völker und Warren G. Die Musik des Liedes basiert dabei auf den Polowetzer Tänzen aus der Oper Fürst Igor des russischen Komponisten Alexander Porfirjewitsch Borodin, die im Jahr 1890, drei Jahre nach dem Tod des Komponisten, uraufgeführt wurde und diesen ebenfalls zum Urheber des Stücks macht. Klaus Völker zeichnete zudem, zusammen mit seinem Bruder Dieter, für die Produktion verantwortlich. Am 3. November 1997 erschien das Lied als Teil von Overture (Katalognummer: 536-515-2).
Die Strophen werden von Warren G gerappt – wobei er dabei den Text der Strophen seines eigenen, ebenfalls 1997 veröffentlichten Liedes Reality übernahm – während Sissel Kyrkjebø den russischsprachigen Refrain sang.

## Rezensionen
Marc Stingl, der damalige Programmdirektor des Münchner Privat-Radiosenders Radio Gong 96.3 hielt den Titel für „einen perfekten Chartbreaker wegen der Kombination von Rap und klassischer Musik. The Rapsody ist erfrischend anders, denn das wurde noch nie wirklich ausprobiert und das meiste andere Chartmaterial ist ziemlich altmodisch. [...] Das könnte durchaus ein neuer Trend sein - eine Band namens Sweetbox ist hier mit einem ähnlichen Ansatz recht erfolgreich.“
Das Magazin Music Week gab dem Song drei von fünf Punkten und beschrieb ihn als „eine bizarre und eindringliche Mischung aus Hip-Hop und Klassik“. In einer späteren Ausgabe desselben Magazins schrieb Alan Jones: „Ob es ein bahnbrechender oder ein auswegloser Mutant ist, bleibt abzuwarten, aber die Zusammenarbeit von The Rapsody, dem US-Rapper Warren G, mit dem norwegischen Opernstar Sissel ist sowohl faszinierend als auch ansprechend. Vor einem schweren Hip-Hop-Beat präsentiert Warren sein übliches Zeug, aber die Kombination aus Rapper und Sänger wird von Sissel, deren reine Sopranstimme die Melodie aus Borodins Fürst Igor intoniert, neu interpretiert.“

## Kommerzieller Erfolg

### Chartplatzierungen
Prince Igor avancierte vor allem in Europa zum Charthit und erreichte Nummer-eins-Platzierungen in Island und Norwegen. Darüber hinaus avancierte es zum Top-10-Erfolg in Dänemark (Rang 2), Belgien-Wallonien, Griechenland und Schweden (je Rang 3), Frankreich und den Niederlanden (je Rang 6), Deutschland (Rang 8), Belgien-Flandern (Rang 9), Finnland (Rang 10) Außerhalb Europas erreichte es in Neuseeland Platz 41.
| ChartsChartplatzierungen     | Höchstplatzierung | Wochen |
| ---------------------------- | ----------------- | ------ |
| Deutschland (GfK)            | 8 (16 Wo.)        | 16     |
| Österreich (Ö3)              | 13 (12 Wo.)       | 12     |
| Schweiz (IFPI)               | 11 (19 Wo.)       | 19     |
| Vereinigtes Königreich (OCC) | 15 (20 Wo.)       | 20     |

| ChartsJahrescharts (1997) | Platzierung |
| ------------------------- | ----------- |
| Deutschland (GfK)         | 75          |

### Auszeichnungen für Musikverkäufe
| Land/Region     | Auszeichnungen für Musikverkäufe (Land/Region, Auszeichnung, Verkäufe) | Verkäufe |
| --------------- | ---------------------------------------------------------------------- | -------- |
| Belgien (BRMA)  | Gold                                                                   | 25.000   |
| Norwegen (IFPI) | Platin                                                                 | 20.000   |
| Insgesamt       | 1× Gold · 1× Platin ·                                                  | 45.000   |